# Associazione Curling Cortina
L'Associazione Curling Cortina (ACC) è la fondazione che riunisce e rappresenta i club di Cortina d'Ampezzo. Nata nel 1968 per volere dei presidenti dei club fu inizialmente presieduta da Ivo Lorenzi. L'attuale presidente è l'olimpionica Diana Gaspari, commercialista, membro e allenatrice del Curling Club Dolomiti. Personaggio di rilievo è anche Massimo Antonelli, presidente del Curling Club 66 Cortina. Antonelli è inoltre stato Presidente del Comitato Organizzatore del Campionato Mondiale di Curling  2010 e del Campionato Mondiale di Curling Doppio Misto 2009, entrambi disputati a Cortina d'Ampezzo.
Le squadre del Girone d'Eccellenza (Serie A) del Campionato italiano di curling e degli altri campionati sono associate all'ACC. I loro atleti hanno da sempre rappresentato le squadre nazionali nella maggior parte degli eventi a cui l'Italia ha partecipato, raggiungendo ottimi risultati.
Ottimi risultati anche per la squadra Wheelchair affiliata al Curling Club 66 Cortina settore Para-olimpico che vede da sempre alcuni dei suoi membri annoverati nella nazionale italiana di questa disciplina .

## Club associati
- Curling Club Dolomiti
- Curling Club 66 Cortina
- Curling Club Tofane
- Curling Club Olimpia non più operativo
- Curling Club New Wave non più operativo
- Curling Club Anpezo amatoriale

## Declino della stagione 2008/2009 nel dominio assoluto del comparto maschile
Questo predominio di Cortina d'Ampezzo ha subito una drastica frenata nella stagione 2008/2009 per quanto riguarda il comparto maschile assoluto. Nove sono i campionati che ogni anno vengono disputati (maschile e femminile assoluto, junior femminile e maschile, misto, doppio misto, esordienti, ragazzi e senior maschile) oltre al campionato Wheelchair facente parte del settore Para-Olimpico.
Nonostante il calo dei risultati le squadre di Cortina mantengono un livello agonistico che solo poche altre squadre italiane hanno. Mantengono invece il predominio le squadre del comparto femminile assoluto  protagoniste del Girone d'Eccellenza (Serie A) e del settore Senior Maschile Campionato Over 50.
Grande soddisfazione nei settori giovanili in forte crescita.